# フワリ、コロリ、カラン、コロン
「フワリ、コロリ、カラン、コロン」は、夏川椎菜の楽曲。2枚目のシングルとして2017年8月30日にミュージックレインから発売された。

## 背景・音楽性
本曲は、テレビアニメ『プリプリちぃちゃん!!』のエンディングテーマとして制作された。重めのエレクトロニック・ダンス・ミュージックに遊び心のあるふわりとした歌詞が乗った楽曲で、夏川はこれを"ナンス流、カッコカワイイEDM"としている。清潔感のあるパステルカラーをイメージして、レコーディングの際には透明さを意識して歌ったという。

## リリース
シングル発売に先駆けて、2017年7月8日にオープニングテーマバージョン、また7月19日にフルサイズの音楽配信が開始されたのち、同年8月30日にミュージックレインから発売された。初回生産限定盤・期間限定生産盤・通常盤の3形態で発売され、初回生産限定盤にはミュージック・ビデオを収録したDVDが同梱された。

## アートワーク、ミュージック・ビデオ
ジャケットはダンス・ミュージックを意識してヘッドホンを装着した夏川の、無重力空間にいるかのような写真によって曲の世界観を表現している。浮遊感を演出するため髪型を短く見せているが、実際には髪を切らない撮影であったという。
ミュージック・ビデオはそれぞれで表情や髪型を変えた4通りの夏川で録った映像を合成し、4人の夏川が一緒に歌っていたりする不思議な世界観となっている。

## シングル収録内容
| #         | タイトル                                         | 作詞           | 作曲・編曲 | 時間  |
| --------- | ------------------------------------------------ | -------------- | ---------- | ----- |
| 1.        | 「フワリ、コロリ、カラン、コロン」               | 雪沢実花       | 植松芳裕   | 3:35  |
| 2.        | 「ナイモノバカリ」                               | ワタナベハジメ | Haggy Rock | 3:55  |
| 3.        | 「フワリ、コロリ、カラン、コロン」(Instrumental) |                |            | 3:35  |
| 合計時間: | 合計時間:                                        | 合計時間:      | 合計時間:  | 11:05 |

| #  | タイトル                                                | 作詞 | 作曲・編曲 |
| -- | ------------------------------------------------------- | ---- | ---------- |
| 1. | 「フワリ、コロリ、カラン、コロン」(Music Video)         |      |            |
| 2. | 「フワリ、コロリ、カラン、コロン」(TV SPOT 15sec+30sec) |      |            |

## チャート
| チャート（2017年）                | 最高位 |
| --------------------------------- | ------ |
| オリコン                          | 14     |
| Billboard JAPAN Hot 100           | 64     |
| Billboard JAPAN Hot Animation     | 13     |
| Billboard JAPAN Hot Singles Sales | 20     |